# Südufer Ruppiner See
Südufer Ruppiner See este o arie protejată (arie specială de conservare — SAC, sit de importanță comunitară — SCI) din Germania întinsă pe o suprafață de 61,73 ha, integral pe uscat.

## Localizare
Centrul sitului Südufer Ruppiner See este situat la coordonatele 52°51′21″N 12°52′44″E / 52.8558°N 12.8789°E.

## Înființare
Situl Südufer Ruppiner See a fost declarat sit de importanță comunitară în septembrie 2000.

## Biodiversitate
Situată în ecoregiunea continentală, aria protejată conține 1 habitat natural: Lacuri eutrofice naturale cu vegetație de tip Magnopotamion sau Hydrocharition.
La baza desemnării sitului se află mai multe specii protejate:
- plante (1): Apium repens
- păsări (3): pescăruș albastru (Alcedo atthis), barză albă (Ciconia ciconia ciconia), vultur pescar (Pandion haliaetus)
- mamifere (2): castor (Castor fiber), vidră de râu (Lutra lutra)

Pe lângă speciile protejate, pe teritoriul sitului au mai fost identificate 1 specie de plante, 1 specie de amfibieni, 1 specie de mamifere, 1 specie de nevertebrate, 1 specie de reptile.